# Козлово (Большесельский район)
Козлово — деревня в Большесельском сельском поселении Большесельского района Ярославской области.

## Население
По данным статистического сборника «Сельские населенные пункты Ярославской области на 1 января 2007 года», в деревне Козлово проживает 10 человек. По топокарте на 1973 год в деревне проживало 12 человек.

## География
Деревня расположена к югу от районного центра Большое Село, на левом западном берегу реки Молокша, левого притока Юхоти. По северной околице деревни протекает небольшой ручей, приток Молокши, который отделяет деревню Пустынь. Напротив Козлово на правом берегу Молокши стоит деревня Высоково, через которую вдоль правого берега Молокши проходит дорога к Большому Селу. Выше Козлово по течению, в 4 км к югу стоит деревня Березино, а в 2 км к северу, вниз по течению деревня Баскачи, через них по левому берегу Молокши идёт просёлочная дорога. Деревни Козлово и Пустынь стоят на небольшом поле, окружённом лесами. В заболоченных лесах к западу от Козлова находится исток реки Свинцовка и нескольких её притоков.